# Fuggerei

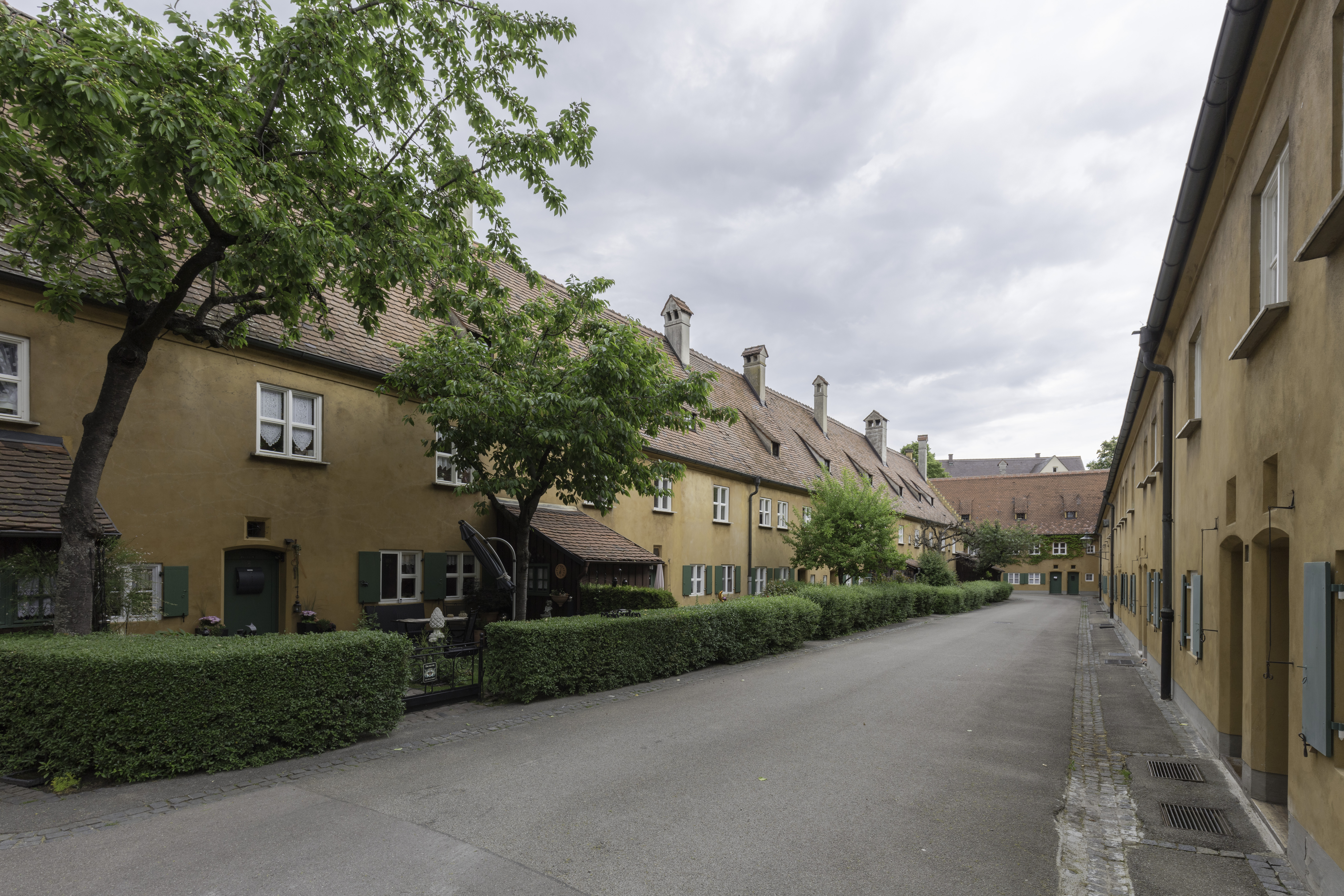

Fuggerei es el proyecto de vivienda social conocido más antiguo del mundo. Fue promovido por Jacobo Fúcar a principios del siglo XVI. Considerado por muchos el hombre más rico de todos los tiempos y el primer financiero global, desarrolló un proyecto de vivienda social de modo altruista en una zona residencial con viviendas sociales para los pobres de Augsburgo. El alquiler era de un florín renano al año (0,88 € actuales). Este proyecto, todavía en funcionamiento, cuenta con 147 apartamentos de 60 m² y las condiciones para acceder son las mismas que cuando se fundó: haber vivido al menos dos años en la ciudad, ser de la fe católica y ser indigente sin deuda. El caso descrito no es aislado, sino que la historia de la vivienda social cuenta con personajes adinerados con implicación social y a veces con intereses propios (por ejemplo, en la construcción de vivienda social colindante a las fábricas para conseguir retener trabajadores) que han sido, por lo tanto, importantes actores en este mercado.

## Mantenimiento
El Fuggerei cuenta con el apoyo de una fundación benéfica establecida en 1520 que Jakob Fugger financió con un depósito inicial de 10.000 florines. Según el Wall Street Journal, el fideicomiso ha sido administrado cuidadosamente y la mayoría de sus ingresos provienen de propiedades forestales, que la familia Fugger favoreció desde el siglo XVII tras perder dinero en inversiones de mayor rendimiento. El rendimiento anual del fideicomiso ha oscilado entre una tasa después de la inflación del 0,5% al 2%. La fundación de la familia Fugger está dirigida actualmente por Maria-Elisabeth Gräfin Thun -Fugger, de soltera Gräfin Fugger von Kirchberg, que vive en el castillo de Kirchberg. Otros miembros del consejo de la fundación son Alexander Graf Fugger-Babenhausen y Maria-Theresia Gräfin Fugger-Glött. Así están representadas las tres ramas aún existentes de la familia Fugger. El fideicomiso es administrado por Wolf-Dietrich Graf von Hundt.
A partir de 2020, la tarifa para un recorrido por el Fuggerei es de 6,50 euros, más de siete veces el alquiler anual.

## Galería de imágenes

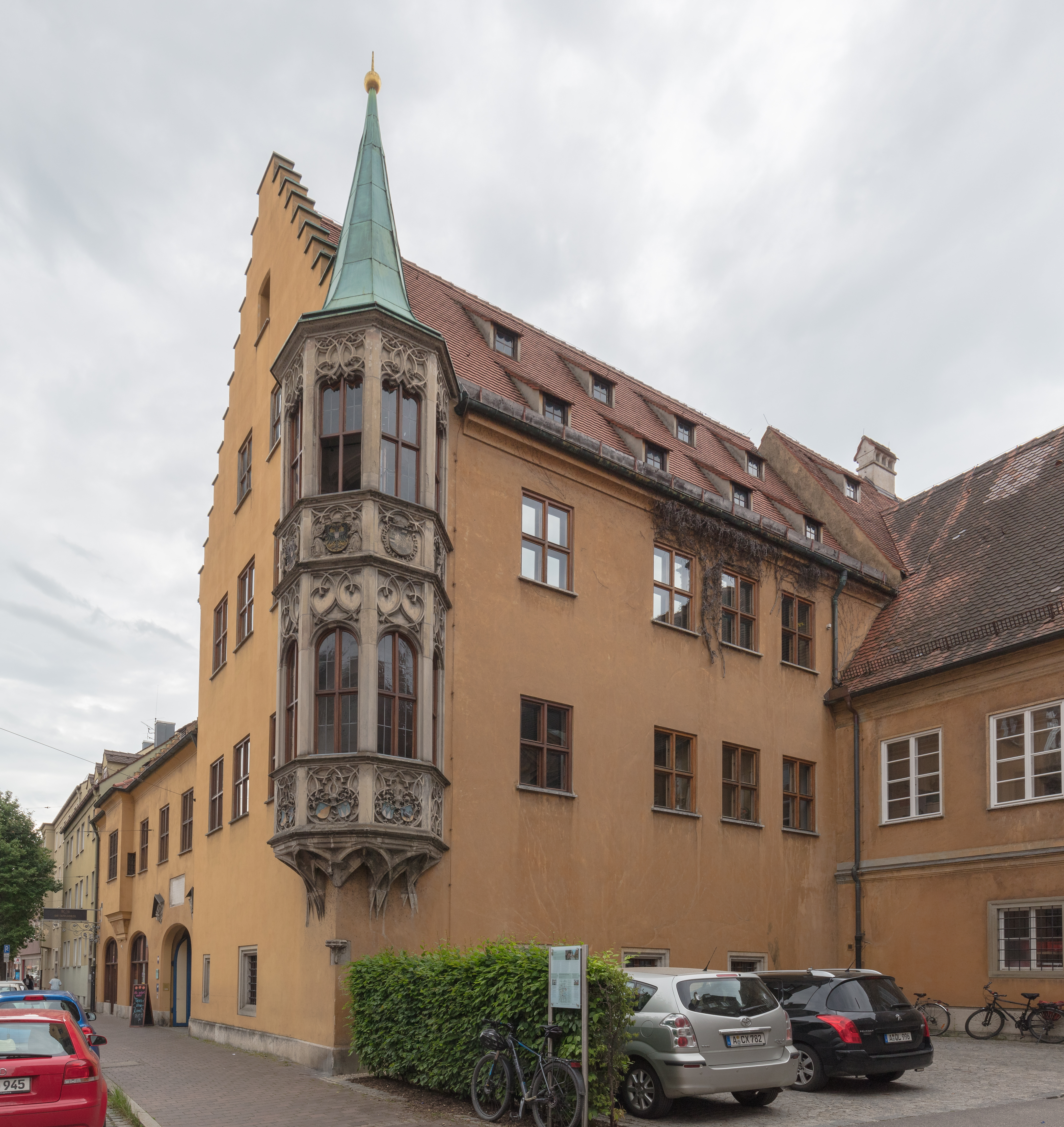
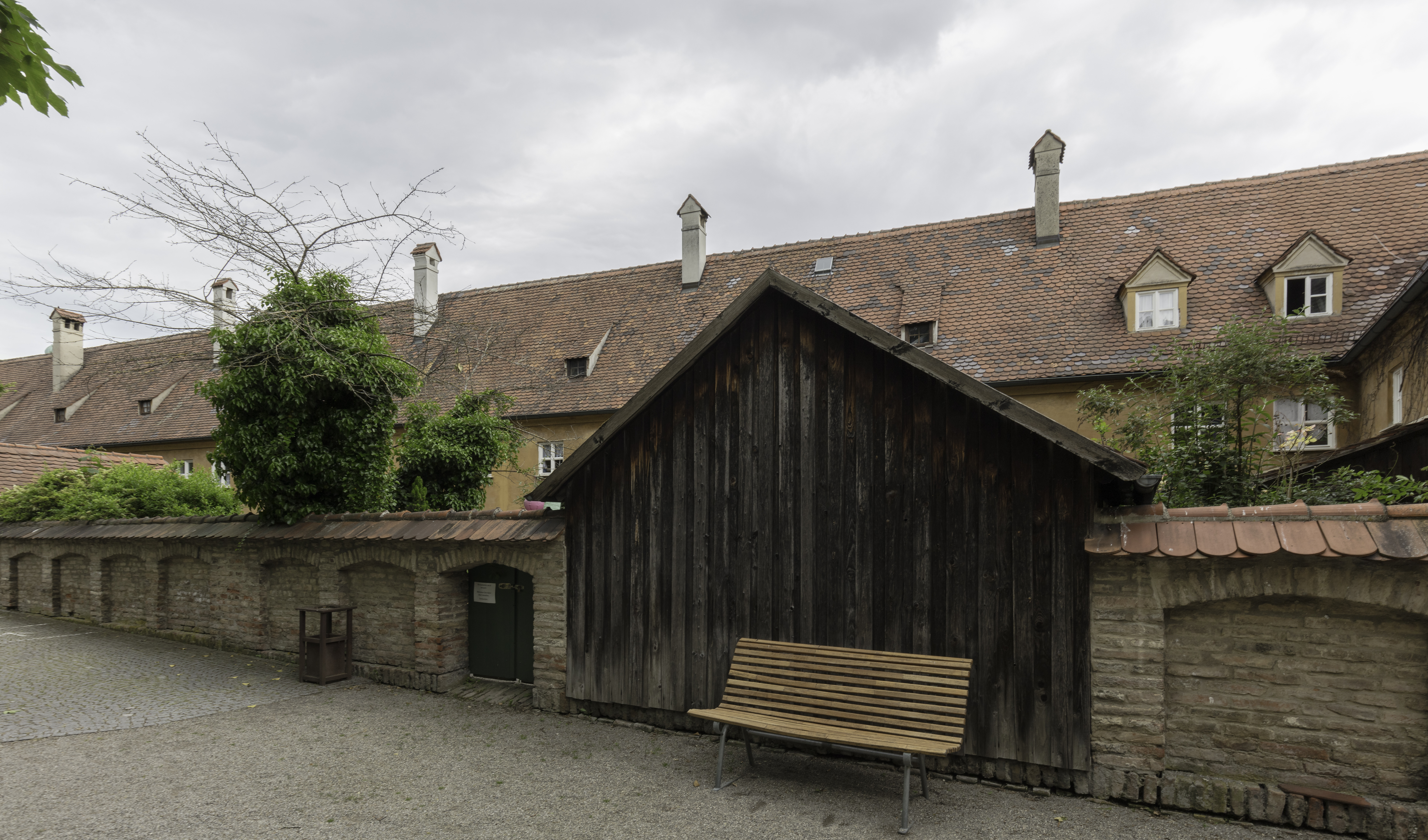
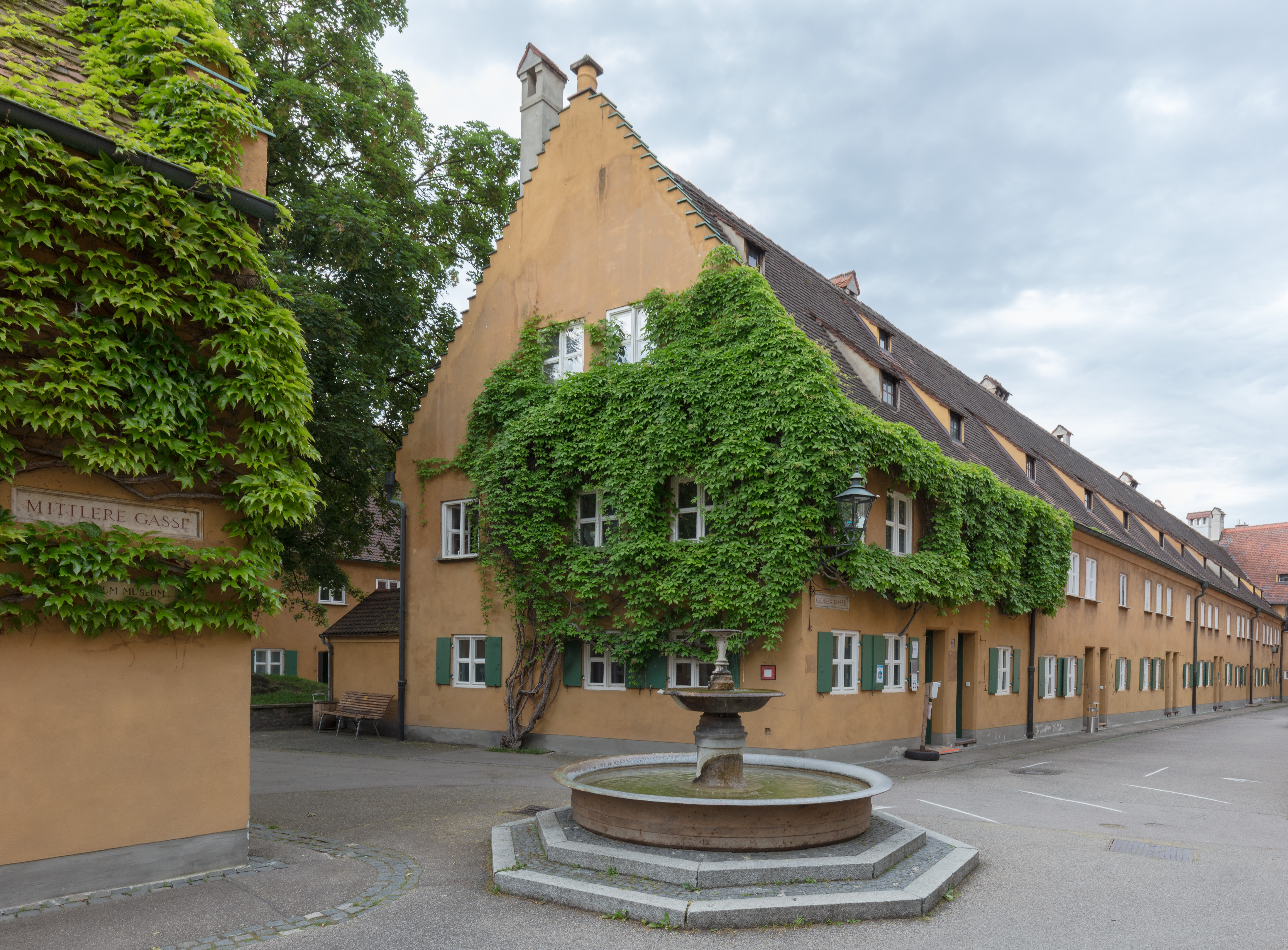
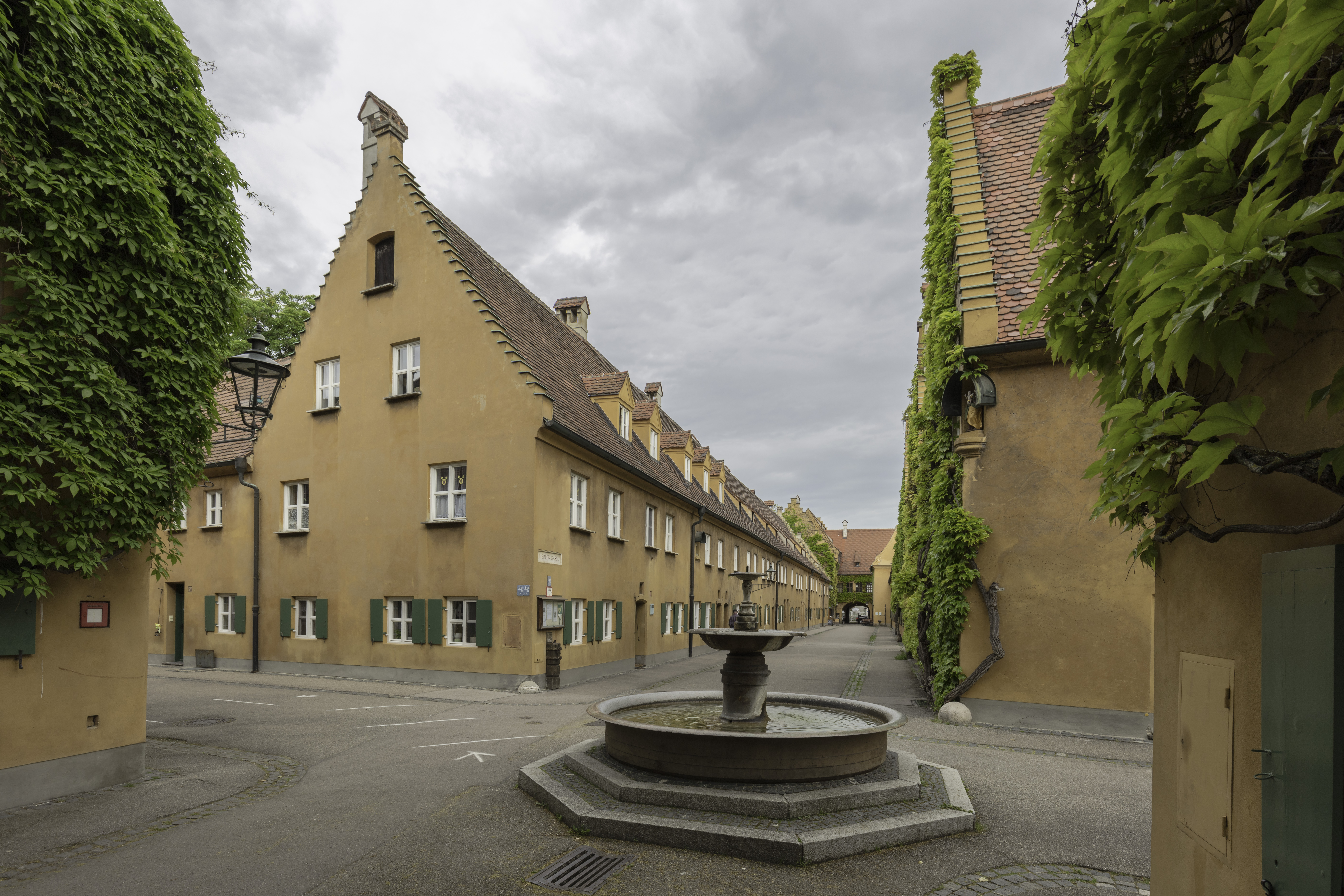
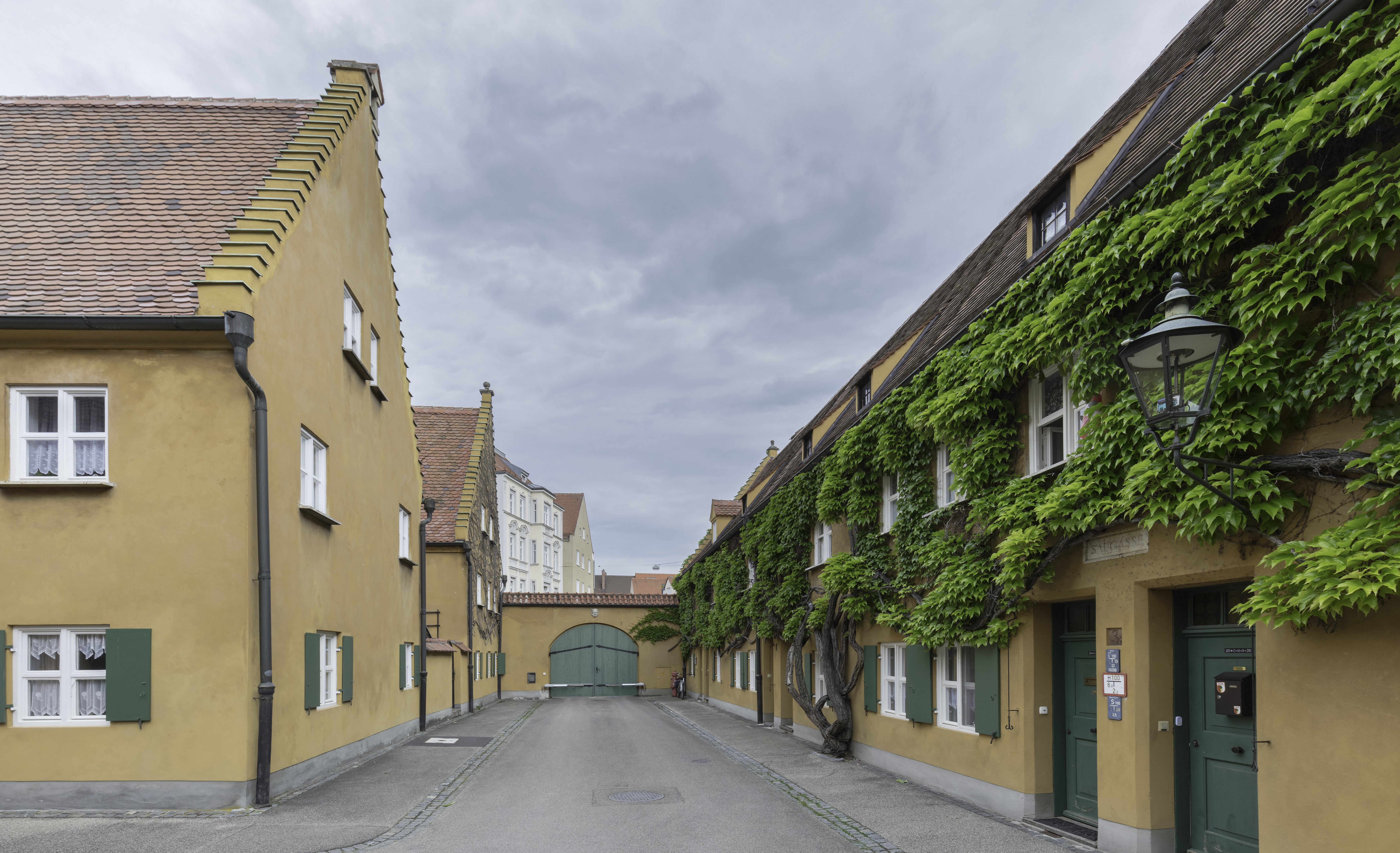
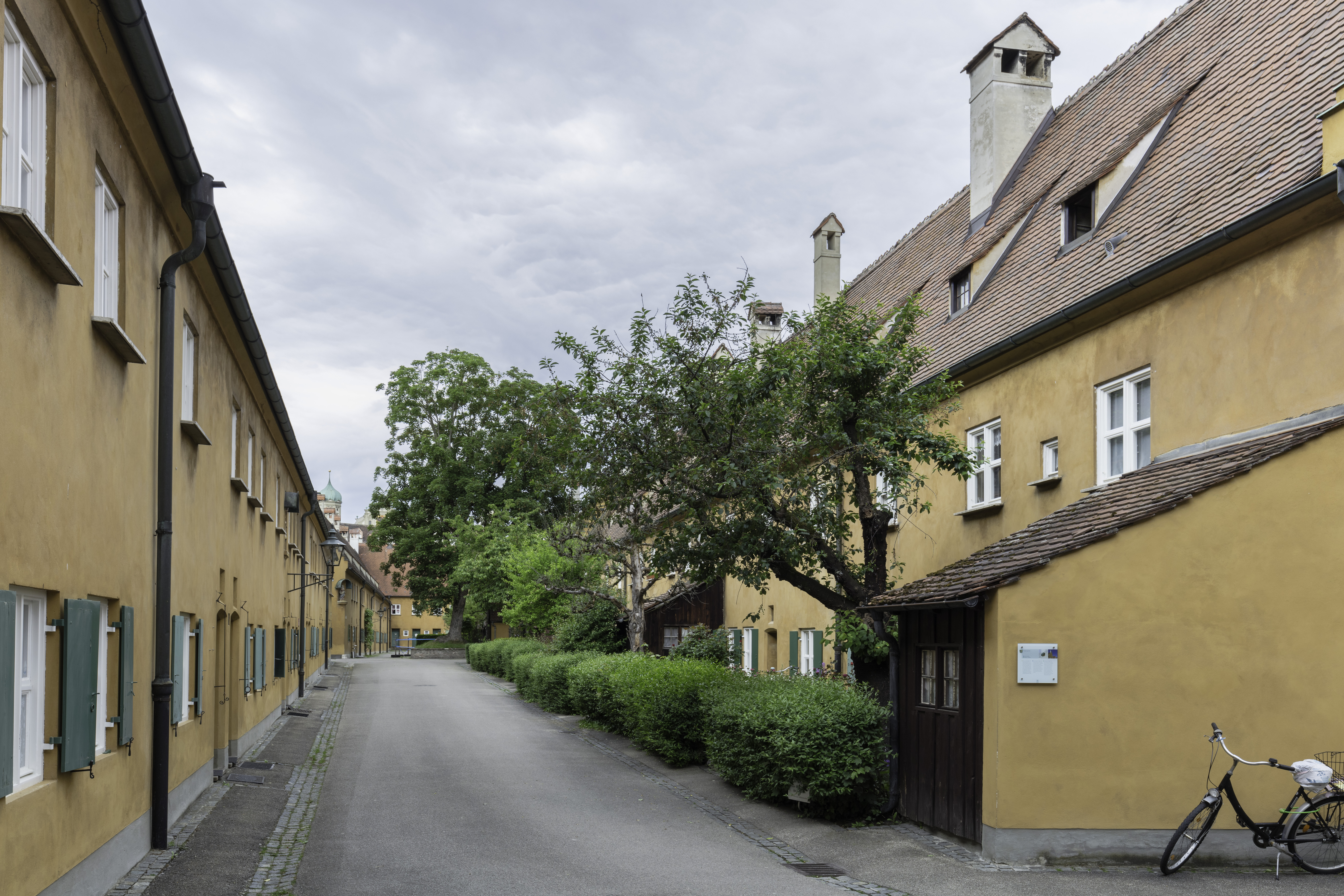
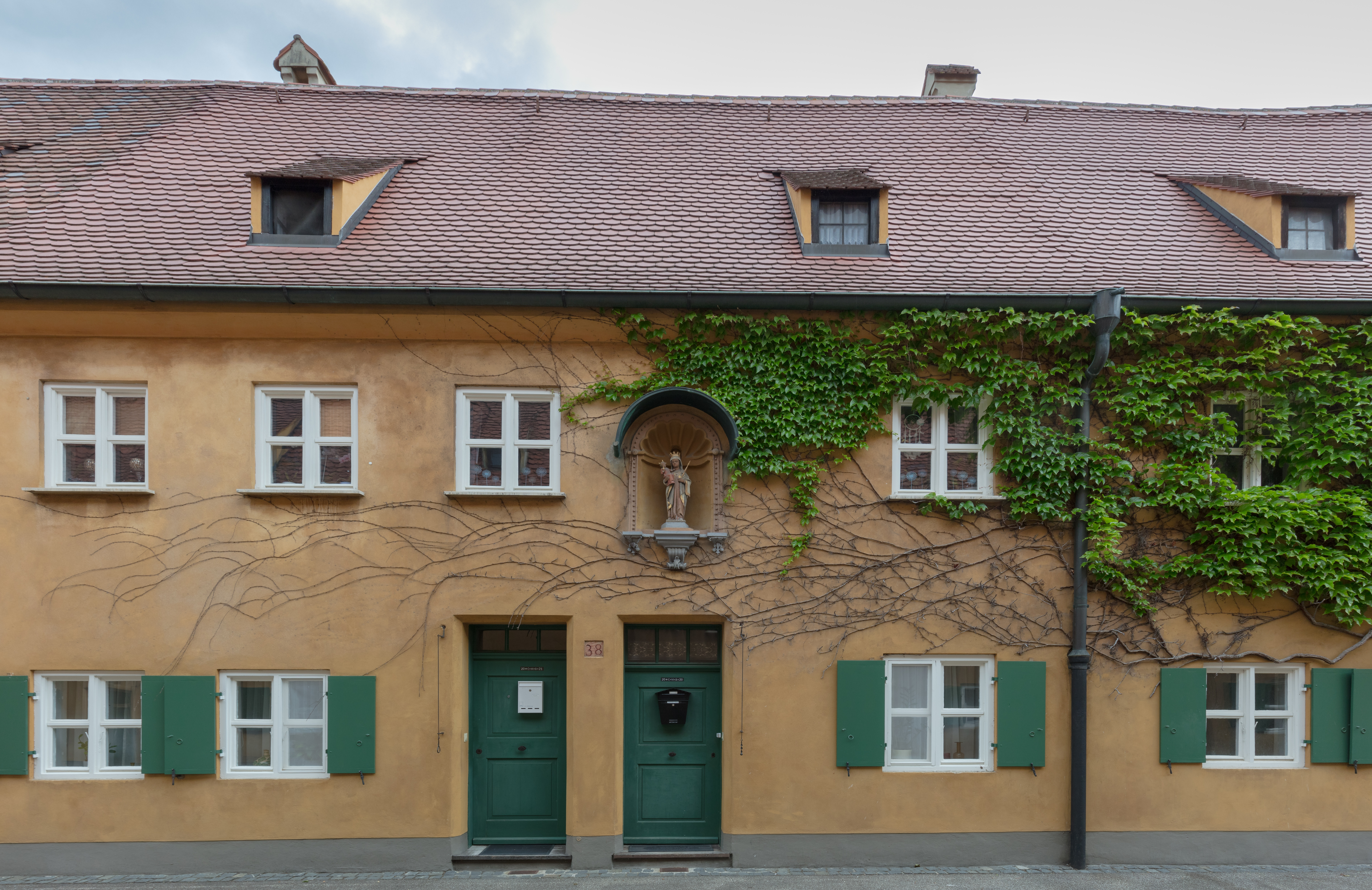
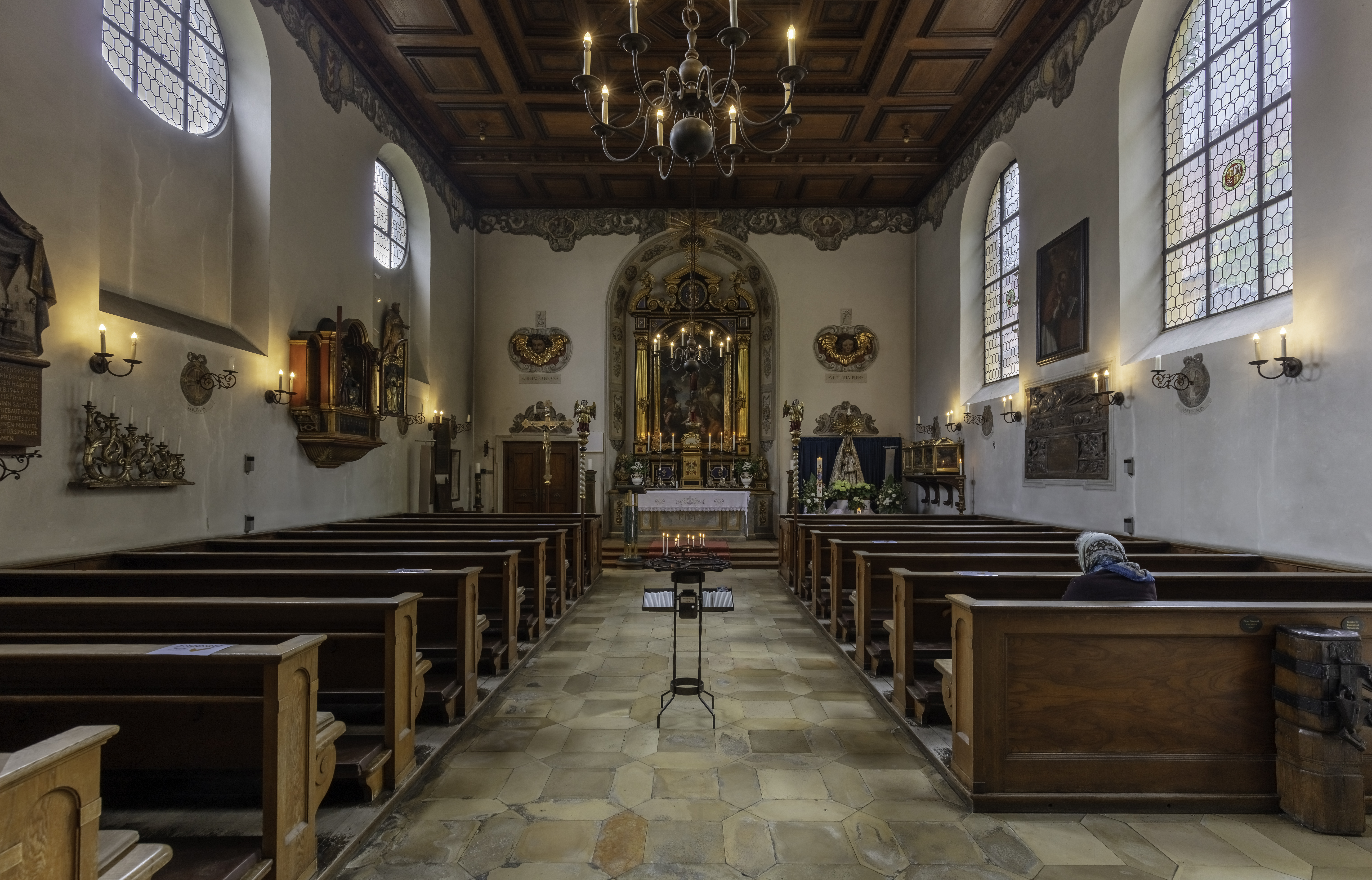

- Datos: Q835406
- Multimedia: Fuggerei / Q835406